# Lalo Ebratt
Eduardo Mario Ebratt Troncoso (Santa Marta, 3 de febrero de 1993), más conocido por su nombre artístico Lalo Ebratt, es un cantante y compositor colombiano de hip hop, R&B, Funk, Soul, Pop, Afrobeat y Reguetón, exmiembro de Trapical Minds, un colectivo musical de rap latino elaborado por el sello colombiano RedSnapperMusic que también cuenta con los cantantes Yera y Skinny Happy.
Conocido por su éxito viral en solitario "Mocca", lanzado el 27 de abril de 2018. La canción se hizo popular en YouTube y Spotify, logrando número uno en Colombia y en iTunes y Spotify en varios otros países. El vídeo de la canción ha obtenido más de 100 millones de vistas. La versión remix de "Mocca" con la colaboración de J Balvin fue lanzada el 3 de octubre de 2018.

## Discografía

### Sencillos
| Año  | Canción                                     | Mejor posición |
| Año  | Canción                                     | COL            |
| ---- | ------------------------------------------- | -------------- |
| 2018 | "TBT" (con Yera)                            | —              |
| 2018 | "Loca Como Tú" (con Skinny Happy)           | —              |
| 2018 | "Mocca" (con Trapical)                      | 1              |
| 2018 | "Mocca" (remix) (con Trapical Ft. J Balvin) | 1              |
| 2018 | "El Vecino" (con Sharlene y Trapical Minds) | —              |

| Año  | Canción                  | Mejor posición |
| Año  | Canción                  | Spotify        |
| ---- | ------------------------ | -------------- |
| 2024 | "UNA BOKA" (con Toploud) | 1, 1, 1        |
| 2024 | "BAHAMAS"                | —              |

### Colaboraciones
| Año  | Canción                                                                               | Posiciones de cumbre |
| Año  | Canción                                                                               | COL                  |
| ---- | ------------------------------------------------------------------------------------- | -------------------- |
| 2018 | "Baby Girl" (Mario Bautista Feat. Lalo Ebratt)                                        | 3                    |
| 2019 | ''Fresa'' (Tini ft. Lalo Ebratt)                                                      | —                    |
| 2019 | "La Plata" (Juanes ft. Lalo Ebratt) 1                                                 | —                    |
| 2019 | "Amor A Primera Vista" (Los Ángeles Azules, Belinda, Horacio Palencia, Lalo Ebratt) 1 | —                    |
| 2019 | "Maldición" (Lola Índigo ft. Lalo Ebratt)                                             | —                    |
| 2019 | "Déjate Querer" (Sebastián Yatra, Yera, Lalo Ebratt, Trapical Minds)                  | —                    |
| 2019 | "Andan Diciendo" (Ventino,Yera)                                                       | —                    |
| 2019 | "Indeciso" (Reik,J Balvin)                                                            | —                    |
| 2020 | "4 Besos " (Lola Índigo, Lalo Ebratt, Raw Alejandro)                                  | -                    |
| 2020 | "Colegio" (Cali y el Dandee ft. Lalo Ebratt)                                          |                      |
| 2020 | "BZRP Music Sessions #22" (Bizarrap)                                                  | -                    |

## Premios y nominaciones
Premios Grammy Latinos
| Año  | Trabajo nominado      | Categoría         | Resultado |
| ---- | --------------------- | ----------------- | --------- |
| 2019 | La Plata (Con Juanes) | Grabación del año | Nominados |

Premios Nuestra Tierra
| Año  | Trabajo nominado             | Categoría           | Resultado |
| ---- | ---------------------------- | ------------------- | --------- |
| 2020 | Lalo Ebratt                  | Mejor nuevo artista | Nominado  |
| 2020 | La Plata (feat. Juanes)      | Mejor vídeo del año | Nominados |
| 2020 | Mocca (feat. Trapical Minds) | Canción del público | Nominado  |

LOS40 Music Awards
| Año  | Trabajo nominado                            | Categoría       | Resultado |
| ---- | ------------------------------------------- | --------------- | --------- |
| 2020 | 4 Besos (feat. Lola Índigo, Rauw Alejandro) | Mejor videoclip | Nominado  |

Premios Luna
| Año  | Trabajo nominado                               | Categoría       | Resultado |
| ---- | ---------------------------------------------- | --------------- | --------- |
| 2024 | Mercedes Nuevo (feat. Ortegozaa, Lil Hommie.x) | Mejor videoclip | Nominado  |